# タマホコリカビ類
タマホコリカビ類（タマホコリカビるい、英: dictyostelids) は、アメーボゾアに属する原生生物の1群である。名に「カビ」とあるが、菌類とは縁遠い。ディクティオステリウム類、ディクチオステリウム類、ジクチオステリウム類ともよばれる。栄養体（通常時の体）は土壌中に生育する単細胞のアメーバ細胞（粘菌アメーバ）であり、細菌などを捕食し、二分裂によって増殖する。飢餓状態などになると細胞が集合し、細胞の集合体（偽変形体）は柄と胞子塊からなる子実体（累積子実体）を形成する（図1）。柄となった細胞はそのまま死ぬが、この行動は他の細胞の散布を助ける利他的行動ともみなされ、タマホコリカビ類は社会性アメーバ (social amoeba) ともよばれる。有性生殖時にはアメーバ細胞が融合、周囲のアメーバ細胞を捕食して大型化し、細胞壁を形成してマクロシストを形成する。マクロシストは耐久細胞となり、環境条件が好転すると減数分裂を行って多数のアメーバ細胞を放出する。タマホコリカビ類、特にキイロタマホコリカビは、モデル生物として生物学のさまざまな分野で用いられている。
分類学的には、タマホコリカビ綱（学名: Dictyostelea, Dictyosteliomycetes）またはタマホコリカビ亜綱（学名: Dictyostelia, Dictyosteliomycetidae）にまとめられる。タマホコリカビ類は、系統的には変形菌（真正粘菌）に近縁であると考えられている。古くは、タマホコリカビ類は細胞性粘菌（アクラシス綱）に分類されていたが、このまとまりは多系統群であることが明らかとなっており、現在では「細胞性粘菌」は分類群名としては用いられない。現在では細胞性粘菌といえばタマホコリカビ類を意味することが多いが、細胞性粘菌の中にはアクラシス類やコプロミクサ類など系統的に全く異なる生物群が含まれていた。そのため、特にタマホコリカビ類をディクチオ型細胞性粘菌、ジクチオステリウム型細胞性粘菌 (dictyostelid cellular slime molds) とよぶこともある。2020年現在、2目4科12属200種ほどが知られている。

## 特徴

### 生活環
タマホコリカビ類はその生活環において、単細胞のアメーバ細胞である時期と、胞子を形成・散布する構造である子実体となる時期をもつ（下図2a）。この点で、タマホコリカビ類は変形菌（真正粘菌）と類似している。しかし子実体となる前に、変形菌では単細胞のアメーバ細胞が（ふつう細胞融合を経た後に）細胞質分裂を伴わない核分裂を繰り返すことによって大型の多核体である変形体を形成するのに対して、タマホコリカビ類では各細胞の独立性が保たれたまま細胞が集合して多細胞体である偽変形体を形成する（下図2a）。また変形菌の変形体が細菌などを捕食して長期間成長する世代であるのに対して、タマホコリカビ類の偽変形体は子実体形成前の一時的な構造である。変形菌では子実体形成がふつう有性生殖と連動しており、複相の変形体が子実体となり胞子を形成する際に減数分裂を行うのに対し、タマホコリカビ類ではアメーバ細胞が子実体形成を経て再びアメーバ細胞に戻る間、単相の状態が保たれている。タマホコリカビ類では、これとは別の構造（マクロシスト）を経て有性生殖を行う（下図2b）。

### アメーバ細胞
タマホコリカビ類の栄養体（通常時の体）は単細胞、単核性（核を1個もつ）のアメーバ細胞（アメーバ状細胞）であり、粘菌アメーバ（粘液アメーバ myxamoeba, pl. myxamoebae） ともよばれる。アメーバ細胞は直径 4–17 µm ほどであり、幅広い仮足と糸状（棘状）の副仮足を生じ、ゆっくりとスムーズに運動する（下図3a, b）。アメーバ細胞は細菌など微生物を捕食し、二分裂によって増殖する（最適条件で8-10時間に1回分裂）（下図3a）。細胞内には、収縮胞や食胞が存在する。このアメーバ細胞の形態は、変形菌（真正粘菌）のアメーバ細胞と類似している。一部の種では、環境条件が悪化すると、アメーバ細胞がセルロース性の2層の細胞壁を形成してシスト（ミクロシスト microcyst）となることがある。ミクロシストは休眠構造であり、環境条件が好転するとアメーバ細胞を生じる。ただしタマホコリカビ属などでは、ミクロシスト形成は見つかっていない。タマホコリカビ類では、鞭毛細胞は知られていない。

### 偽変形体
飢餓状態などになると、アメーバ細胞は集合して子実体形成を始める。ただしアンモニアなどの存在によって、子実体形成過程が停止、逆転することもある（培養時には木炭を入れることでアンモニアを吸収させ、その子実体形成阻害を防ぐことがある）。アメーバ細胞は集合物質（chemoattractant、集合フェロモン）を分泌し、その走化性によって集合する (aggregation)（上図3c）。この集合物質はアクラシン (acrasin) と総称されるが、タマホコリカビ類ではcAMP、葉酸、プテリン、グロリン（ジペプチドの1種）など系統群によって異なる物質である。また、物質が同定されていない系統群も少なくない。アクラシンを受け取ったアメーバ細胞は、自身でもアクラシンを合成・分泌する。このようにして情報は次々と伝搬していき、集合体が形成される。凝集時には、個々のアメーバは細長くなる（上図3b）。独立した細胞が集合する場合もあるし、キイロタマホコリカビのように細胞が放射状に連なってストリーム (stream) とよばれる構造を形成する場合もある（上図3c, d）。集合した細胞はマウンド (mound) とよばれる半球形の構造となり、その中で、子実体の柄や胞子になる細胞の分化が始まる（予定柄細胞 prestalk cell、予定胞子細胞 prespore cell）。また形成された細胞の集合体がいくつかの塊に分かれるものもいる（そこから形成される子実体は群生することになる）。このような細胞の集合体は、変形菌の変形体とは異なり個々の細胞の独立性が保たれているため、偽変形体（ぎへんけいたい、pseudoplasmodium, pl. pseudoplasmodia）ともよばれる。偽変形体は多数（ときに10万個）の細胞からなる"多細胞体"であり（大きさは数mm以下）、セルロースや糖タンパク質からなる粘液鞘 (slime sheath) で覆われ、食作用は示さない。細胞が集合してそのまま子実体を形成する場合もあるが、走光性や走温性を伴い移動 (migration)するものもいる（キイロタマホコリカビなど）。このような運動能をもつ偽変形体は、移動体またはナメクジ体 (slug, grex) ともよばれる（下図4a, b）。移動体がすでに柄を形成していることもある。移動体の移動速度は時速 2 mm に達することもある。移動体の通った跡には粘液質が残る（上図2e）。

### 子実体形成
やがて偽変形体は、柄 (stalk, stipe) と胞子塊 (sorus, pl. sori) からなる子実体 (fruiting body, fruit body) を形成する（形態形成期、子実体形成期 culmination）（上図4c, d, e）。この際に、個々の細胞はセルロースを含む細胞壁を形成する。子実体においても個々の細胞の独立性は維持されており、このような子実体は累積子実体（るいせきしじつたい、ソロカルプ sorocarp）ともよばれる。子実体形成時には最初に柄を形成し、その伸長と共に残りの部分が柄に沿って上昇して胞子塊を形成する。子実体は単生するものと、群生するものがいる。子実体形成時に屈光性を示すものもいる。すでに移動体の段階で、柄の形成が始まっている種もいる（上記）。子実体の高さはふつう 0.2–10 mm ほどであるが、まれに 40 mm に達する。柄はふつう多数の細胞からなるが（上図2a）、エツキタマホコリカビ属などでは非細胞性でセルロース性の管からなる。柄が細胞性の場合、完成時にはこれを構成する細胞は死ぬ（キイロタマホコリカビでは偽変形体を構成する細胞の20%ほどが柄になる）。この行動は柄となることで他の細胞（胞子）の散布を補助することから利他的行動とも見なされ、そのためタマホコリカビ類は社会性アメーバ (social amoeba) ともよばれる。柄は分枝しないものから、不規則に疎に分枝するもの、多数の輪生枝をもつものがあり、それぞれ枝の先端には胞子塊をつける。柄の先端が膨潤しているものと、尖っているものがある。また種によっては、柄の基部に basal disk や holdfast、crampon が存在することもある。胞子塊は白色のものから黄色のもの（例：キイロタマホコリカビ）、紫色を帯びたもの（例：ムラサキタマホコリカビ）まである。変形菌とは異なり、胞子塊を包む明瞭な構造はないが、共通の粘液質で覆われている。胞子は3層の細胞壁に囲まれ、ふつう楕円形だが一部の種では球形、多くは 2.5–3.5 x 6.5–8.0 µm ほどである。胞子の両極にデンプン性の目立つ顆粒（極顆粒; polar granule, polar spore granules）が含まれることがあり、分類形質に用いられている。胞子には粘着性があるため、胞子散布は風ではなく、塊としておもに動物（線虫、ミミズ、節足動物、両生類、鳥、齧歯類など）または水によって散布されると考えられている。胞子は発芽し、アメーバ細胞（粘菌アメーバ）が生じる。

### 有性生殖

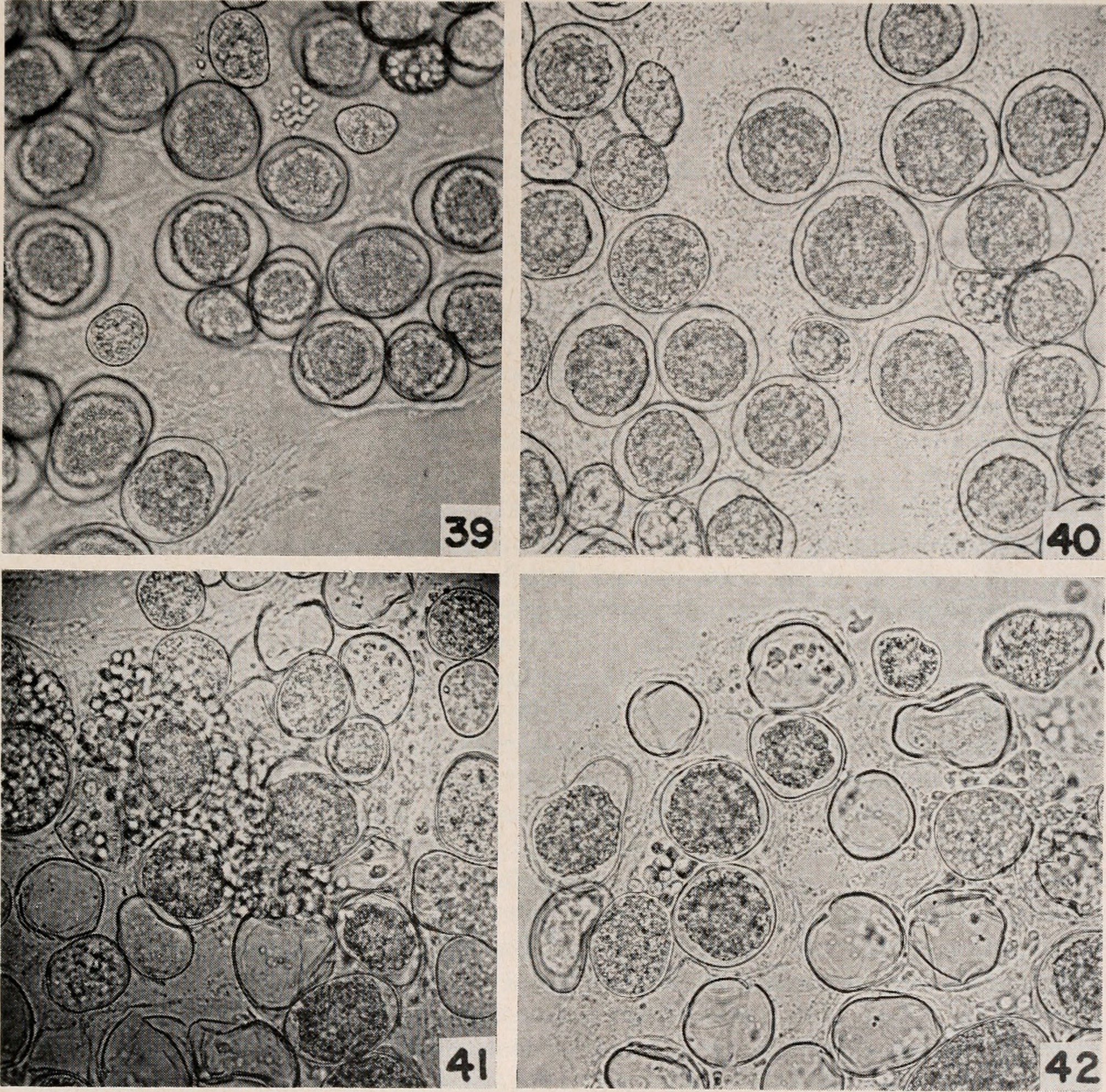
5. タマホコリカビのマクロシスト (左下は発芽)

タマホコリカビ類では、有性生殖も知られている（ただし有性生殖が未知である種もいる）（上図2b）。対応する交配型（ヘテロタリックまたはホモタリック）のアメーバ細胞が融合して巨大細胞 (giant cell) になり、周囲の未融合細胞を誘引して捕食する（カニバリズム）。やがて巨大細胞を含む細胞集塊はセルロースを含む5層の細胞壁を形成してマクロシスト (macrocyst) とよばれる休眠構造になる（マクロシスト内でも残った未融合細胞を捕食する）（図5）。マクロシストは発芽時に減数分裂、それに続く体細胞分裂を行い、多数のアメーバ細胞を放出する（図5）。つまりタマホコリカビ類の生活環においてマクロシストのみが複相であり、他の期間は全て単相である（単相単世代型生活環）。

### 細胞小器官・ゲノム
タマホコリカビ類の核では、核小体が核膜に接して縁在する。キイロタマホコリカビ（タマホコリカビ目）の全ゲノム塩基配列は全長 34 Mbp（Mbp = 100万塩基対）ほどであり（染色体数は n = 6）、AT含量が非常に高く (77.6%)、12,500個ほどの遺伝子が含まれると推定されている。他にもムラサキタマホコリカビ (Dictyostelium purpureum)、Tieghemostelium lacteum（以上タマホコリカビ目）、シロカビモドキ (Heterostelium pallidum)、Acytostelium subglobosum、Cavenderia fasciculata（以上エツキタマホコリカビ目）などでゲノム塩基配列が報告されている。ミトコンドリアは管状クリステをもつ。

## 生態

6. 土壌上のキイロタマホコリカビ (偽変形体と子実体)

タマホコリカビ類は土壌中に生育し、おもに細菌を捕食している（図6）。捕食する細菌種には、ある程度の嗜好性を示す。タマホコリカビ類のアメーバ細胞は、細菌が放出する葉酸に対する走化性を示すことが知られている。好適な環境では、タマホコリカビ類のアメーバ細胞の存在量は土壌 1 g あたり数十から数千細胞に達し、細菌捕食者として微生物群集のサイズや組成に大きく影響すると考えられている。まれに樹皮や空中リター（植物体上で枯死した部分）、熱帯多雨林の林冠土壌からも報告されている。タマホコリカビ類は微小であるため、子実体でも野外で直接確認することは困難であるが、寒天プレート上で細菌と共に土壌を培養することで比較的容易に見られる。タマホコリカビ類は最初にウマの糞上から報告されたため、糞生の生物であると考えられていたこともあるが、実際には糞と特異的な結びつきがあるわけではない。ただし Speleostelium caveatum (= Dictyostelium caveatum) は洞窟のコウモリの糞に生育し、他のタマホコリカビ類のアメーバ細胞を捕食している。
タマホコリカビ類は、アラスカや北欧などの亜寒帯域から熱帯域まで世界中に分布している。特に新熱帯区で多様性が高いとされる。高緯度よりも低緯度で、高地よりも低地で、種数や出現頻度が増加する傾向がある。日本では寒地性の種や暖地性の種、広域性の種が知られている。特に森林土壌に多く、森林の土壌からはふつう4〜8種のタマホコリカビ類が見つかる。また草原や耕地、砂漠、ツンドラなどからも報告されている。表層土壌（深さ 0–3 cm）に多く、深くなるにつれて少なくなるが、深さ 20–30 cm からも見つかる。さまざまな土壌湿度の環境に生育するが、中程度の湿度環境においてアメーバ細胞の数が最も多い。弱酸性森林土壌において最も多いが（種数、細胞数）、アルカリ性土壌に生育する種もいる。温帯域では、春と秋に最も細胞（アメーバ細胞、胞子）が多い。また生育する維管束植物の種と、その土壌から見つかるタマホコリカビ類の種の間には関連があることが示唆されている。
タマホコリカビ類の中では、いくつか異種間相互作用が知られている。シロカビモドキ (Heterostelium pallidum) のアメーバ細胞は、他種のアメーバ細胞を殺すキラー因子を分泌することが報告されている。また他のタマホコリカビ類のアメーバ細胞を捕食する Speleostelium caveatum は（上記）、餌となるタマホコリカビ類の生活環の進行（子実体形成）を阻害することが示唆されている。
キイロタマホコリカビの一部の株は、胞子塊中に細菌（特にバークホルデリア属の特定の種）を保持することが知られており、このような株はファーマー (farmer) とよばれる。これらの細菌は胞子散布先で放出されて増殖し、胞子から発芽した粘菌アメーバの餌となると考えられている。この現象は、「原始的な農業」ともよばれる。またこのような細菌の一部は、ファーマーには無害だが非ファーマーには毒となる物質を生成することが知られており、ファーマーに競争者の排除という利益を与える。

## 人間との関わり

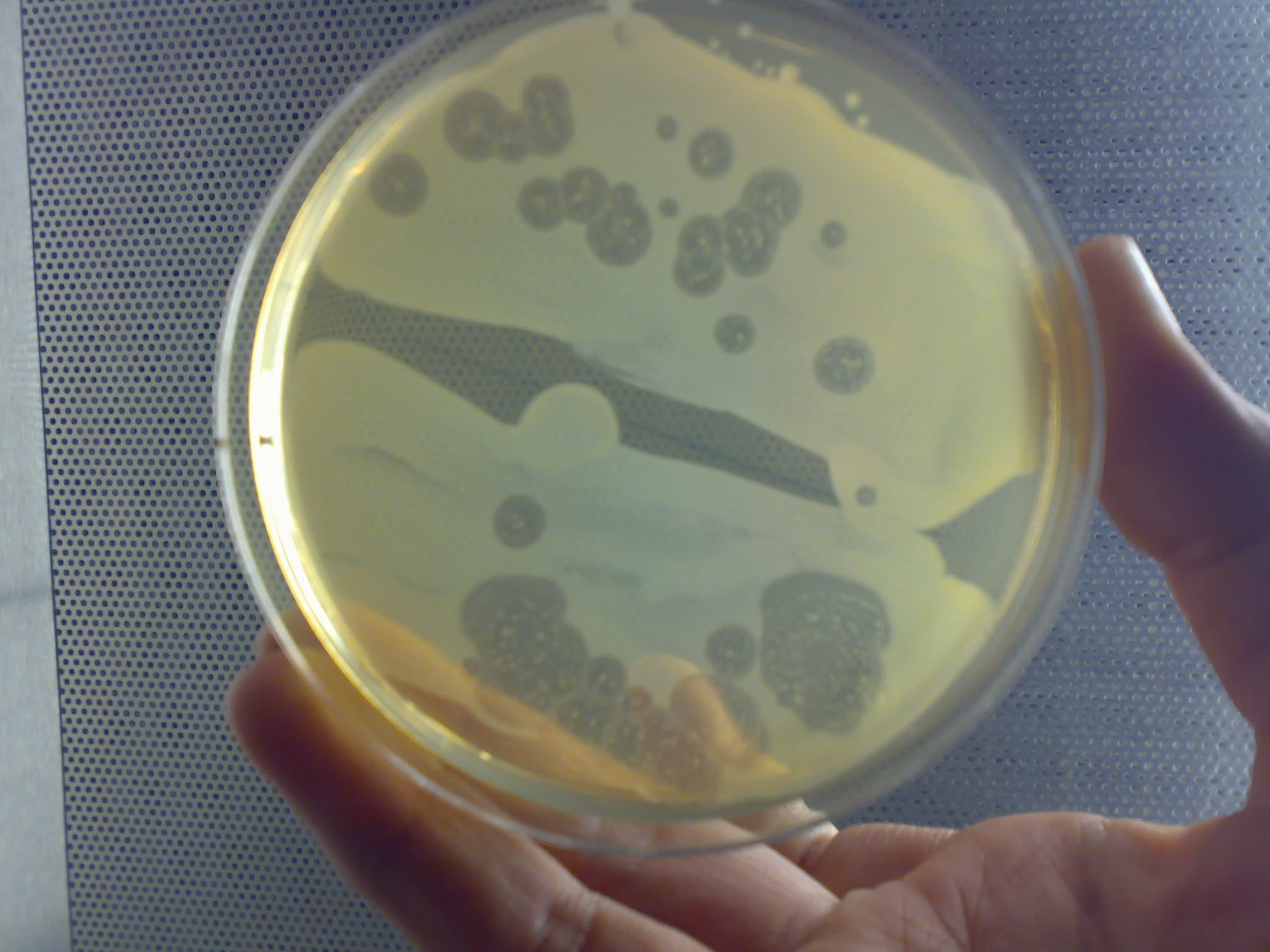
7. 寒天プレート上でのタマホコリカビ類の培養

タマホコリカビ類はふつう単細胞アメーバとして過ごし、ある条件下でこれが集合して多細胞体となり、短時間で子実体を形成する。このような生活環には様々な生物学的現象（細胞分化、細胞間シグナル、細胞運動、プログラム細胞死など）が含まれており、その研究の実験材料として利用されている（図7）。特にキイロタマホコリカビ（タマホコリカビ目）は、培養が容易で細菌を含まない純粋培養が可能であること、生活環完了が短時間でコントロール可能であること、ゲノムサイズが比較的小さいこと、遺伝子導入などが容易であり、さまざまな分子生物学的手法が確立していることから、モデル生物として広く利用されている。キイロタマホコリカビは1935年、Kenneth B. Raper によって記載され、Raper や Maurice Sussman らによってさまざまな研究に用いられるようになった。
キイロタマホコリカビを含む数種でゲノム塩基配列が報告されており（上記参照）、これらのゲノムデータはデータベースに整理されている (dictyBase)。またいくつかの種の培養株や変異体、ベクター、プラスミド、cDNAなどの購入環境も整備されている (NBRP Nenkin)（2020年現在）。
タマホコリカビ類は、医学研究でも利用されている。同じアメーボゾアに属する病原性種である赤痢アメーバやアカントアメーバの研究の際に、比較生物としてタマホコリカビ類が用いられる。またタマホコリカビ類はリンパ球の運動やマクロファージの食作用などに類似した性質を示すため、哺乳類の免疫応答の研究に利用されることもある。またタマホコリカビ類からは多くの生理活性物質が単離されており、創薬資源としても注目されている。
またタマホコリカビ類は、学校教育における教材としての利用も試みられている。

## 系統と分類

### 上位分類
タマホコリカビ類の最初の記載は、ブレフェルト (1869) によるタマホコリカビ（Dictyostelium mucoroides; タマホコリカビ目）の記載にさかのぼる。当初は変形菌（真正粘菌）に分類されていたが、ヴァン・ティガン (1880) によって子実体形成時に形成される構造が変形体（多核の単一原形質）ではなく、多細胞体（偽変形体）であることが示された。そのため、タマホコリカビ類は変形菌とは別の分類群（細胞性粘菌）に分類されるようになった。また日本では、1899年に柴田桂太がウマの糞より Polysphondylium violaceum を分離し、ムラサキカビモドキと和名を付けたのがタマホコリカビ類の最初の記録である。
細胞性粘菌は、変形菌と共に広義の変形菌門（粘菌）に分類されることが多かった。粘菌は菌類（真菌）に似た子実体を形成するため、菌類に分類されていたが、粘菌の栄養体は細胞壁をもたないアメーバ細胞であるため、菌類（真菌）との類縁性は疑問視されることも多かった。そのため、細胞性粘菌などの粘菌類は、原生動物に分類されることもあった。
また細胞性粘菌には、タマホコリカビ類とともにアクラシス類が分類されていた。両者はアメーバ細胞が集合して子実体（累積子実体）を形成する点で共通している。しかしタマホコリカビ類とアクラシス類は、アメーバ細胞の仮足形態や子実体となる細胞の分化などの点で大きく異なり、その類縁性は疑問視されるようになった（→「細胞性粘菌#系統と分類」参照）。そのため細胞性粘菌を単一の分類群とはせず、タマホコリカビ類とアクラシス類をそれぞれ独立の綱または門とすることも多かった。一方でタマホコリカビ類のアメーバ細胞は、変形菌（真正粘菌）（および原生粘菌の一部）と類似しており、これらの生物群が近縁であることも示唆されるようになった。この系統群は、動菌類（菌虫類 Mycetozoa）または真正動菌類（Eumycetozoa）とよばれる。
やがて20世紀末以降の分子系統学的研究により、細胞性粘菌を含む広義の変形菌門（粘菌）が菌類とは系統的に無関係であることが確認されると共に、細胞性粘菌が多系統群であることも示された。初期の分子系統学的研究では、タマホコリカビ類は真核生物の初期分岐群であることが示され、またタマホコリカビ類と変形菌の近縁性は支持されていなかった。これは、不均一な進化速度、GC含量の偏り、不十分なサンプリングなどによる人為的な結果であると考えられている。やがて分子系統学的研究の発展と共に、タマホコリカビ類は真核生物の大系統群の1つであるアメーボゾアに属し、特に変形菌（真正粘菌）や原生粘菌の一部（ツノホコリ類）に近縁であることが示されるようになった（つまり上記の動菌類/真正動菌類の単系統性がおおまかには支持されている）（図8）。
分類学的には、タマホコリカビ類は、アメーボゾア門内の独立綱であるタマホコリカビ綱（学名: Dictyostelea, Dictyosteliomycetes）として、または真正動菌綱の1亜綱、タマホコリカビ亜綱（学名: Dictyostelia, Dictyosteliomycetidae）として分類される（2025年現在）。

### 下位分類
伝統的には、タマホコリカビ類は子実体の柄の特徴に基づいて以下の3属に分類されていた（表1）。
| 表1. 古典的なタマホコリカビ類の3属 - エツキタマホコリカビ属 Acytostelium 子実体の柄は非細胞性である。 - タマホコリカビ属 Dictyostelium 子実体の柄は細胞からなり、無分枝または不規則に分枝する。 - ムラサキカビモドキ属 Polysphondylium 子実体の柄は細胞からなり、規則的に輪状に分枝する。 |

しかし21世紀以降の分子系統学的研究によって、この分類が系統を反映したものではないことが示されている（図9）。ムラサキカビモドキ属（旧義）は2つの系統群に分かれ、明らかに多系統群である。またタマホコリカビ属（旧義）は、系統的にタマホコリカビ類の大部分を占めており、この属の特徴（細胞性の非分枝柄）がタマホコリカビ類の原始形質であることを示している（つまりこの意味でのタマホコリカビ属は側系統群）。古くはエツキタマホコリカビ属の様な非細胞性の柄が原始的な特徴であると考えられていたが、分子系統学的研究からはこのことは支持されていない。
|  | Rostrostelium ▲                                                                               |
|  |                                                                                               |
|  | \| \| エツキタマホコリカビ属 (Acytostelium) ▲ \| \| \| \| \| \| Heterostelium ●/★ \| \| \| \| |
|  |                                                                                               |
|  | エツキタマホコリカビ属 (Acytostelium) ▲                                                       |
|  |                                                                                               |
|  | Heterostelium ●/★                                                                             |
|  |                                                                                               |

|  | エツキタマホコリカビ属 (Acytostelium) ▲ |
|  |                                         |
|  | Heterostelium ●/★                       |
|  |                                         |

|  | Rostrostelium ▲                                                                               |
|  |                                                                                               |
|  | \| \| エツキタマホコリカビ属 (Acytostelium) ▲ \| \| \| \| \| \| Heterostelium ●/★ \| \| \| \| |
|  |                                                                                               |
|  | エツキタマホコリカビ属 (Acytostelium) ▲                                                       |
|  |                                                                                               |
|  | Heterostelium ●/★                                                                             |
|  |                                                                                               |

|  | エツキタマホコリカビ属 (Acytostelium) ▲ |
|  |                                         |
|  | Heterostelium ●/★                       |
|  |                                         |

|  | Rostrostelium ▲                                                                               |
|  |                                                                                               |
|  | \| \| エツキタマホコリカビ属 (Acytostelium) ▲ \| \| \| \| \| \| Heterostelium ●/★ \| \| \| \| |
|  |                                                                                               |
|  | エツキタマホコリカビ属 (Acytostelium) ▲                                                       |
|  |                                                                                               |
|  | Heterostelium ●/★                                                                             |
|  |                                                                                               |

|  | エツキタマホコリカビ属 (Acytostelium) ▲ |
|  |                                         |
|  | Heterostelium ●/★                       |
|  |                                         |

|  | Rostrostelium ▲                                                                               |
|  |                                                                                               |
|  | \| \| エツキタマホコリカビ属 (Acytostelium) ▲ \| \| \| \| \| \| Heterostelium ●/★ \| \| \| \| |
|  |                                                                                               |
|  | エツキタマホコリカビ属 (Acytostelium) ▲                                                       |
|  |                                                                                               |
|  | Heterostelium ●/★                                                                             |
|  |                                                                                               |

|  | エツキタマホコリカビ属 (Acytostelium) ▲ |
|  |                                         |
|  | Heterostelium ●/★                       |
|  |                                         |

|  | タマホコリカビ属 (Dictyostelium) ●       |
|  |                                          |
|  | ムラサキカビモドキ属 (Polysphondylium) ★ |
|  |                                          |

|  | Tieghemostelium ●                                                |
|  |                                                                  |
|  | \| \| Hagiwaraea ● \| \| \| \| \| \| Raperostelium ● \| \| \| \| |
|  |                                                                  |
|  | Hagiwaraea ●                                                     |
|  |                                                                  |
|  | Raperostelium ●                                                  |
|  |                                                                  |

|  | Hagiwaraea ●    |
|  |                 |
|  | Raperostelium ● |
|  |                 |

|  | Tieghemostelium ●                                                |
|  |                                                                  |
|  | \| \| Hagiwaraea ● \| \| \| \| \| \| Raperostelium ● \| \| \| \| |
|  |                                                                  |
|  | Hagiwaraea ●                                                     |
|  |                                                                  |
|  | Raperostelium ●                                                  |
|  |                                                                  |

|  | Hagiwaraea ●    |
|  |                 |
|  | Raperostelium ● |
|  |                 |

|  | タマホコリカビ属 (Dictyostelium) ●       |
|  |                                          |
|  | ムラサキカビモドキ属 (Polysphondylium) ★ |
|  |                                          |

|  | Tieghemostelium ●                                                |
|  |                                                                  |
|  | \| \| Hagiwaraea ● \| \| \| \| \| \| Raperostelium ● \| \| \| \| |
|  |                                                                  |
|  | Hagiwaraea ●                                                     |
|  |                                                                  |
|  | Raperostelium ●                                                  |
|  |                                                                  |

|  | Hagiwaraea ●    |
|  |                 |
|  | Raperostelium ● |
|  |                 |

|  | Tieghemostelium ●                                                |
|  |                                                                  |
|  | \| \| Hagiwaraea ● \| \| \| \| \| \| Raperostelium ● \| \| \| \| |
|  |                                                                  |
|  | Hagiwaraea ●                                                     |
|  |                                                                  |
|  | Raperostelium ●                                                  |
|  |                                                                  |

|  | Hagiwaraea ●    |
|  |                 |
|  | Raperostelium ● |
|  |                 |

|  | タマホコリカビ属 (Dictyostelium) ●       |
|  |                                          |
|  | ムラサキカビモドキ属 (Polysphondylium) ★ |
|  |                                          |

|  | Tieghemostelium ●                                                |
|  |                                                                  |
|  | \| \| Hagiwaraea ● \| \| \| \| \| \| Raperostelium ● \| \| \| \| |
|  |                                                                  |
|  | Hagiwaraea ●                                                     |
|  |                                                                  |
|  | Raperostelium ●                                                  |
|  |                                                                  |

|  | Hagiwaraea ●    |
|  |                 |
|  | Raperostelium ● |
|  |                 |

|  | Tieghemostelium ●                                                |
|  |                                                                  |
|  | \| \| Hagiwaraea ● \| \| \| \| \| \| Raperostelium ● \| \| \| \| |
|  |                                                                  |
|  | Hagiwaraea ●                                                     |
|  |                                                                  |
|  | Raperostelium ●                                                  |
|  |                                                                  |

|  | Hagiwaraea ●    |
|  |                 |
|  | Raperostelium ● |
|  |                 |

|  | タマホコリカビ属 (Dictyostelium) ●       |
|  |                                          |
|  | ムラサキカビモドキ属 (Polysphondylium) ★ |
|  |                                          |

|  | Tieghemostelium ●                                                |
|  |                                                                  |
|  | \| \| Hagiwaraea ● \| \| \| \| \| \| Raperostelium ● \| \| \| \| |
|  |                                                                  |
|  | Hagiwaraea ●                                                     |
|  |                                                                  |
|  | Raperostelium ●                                                  |
|  |                                                                  |

|  | Hagiwaraea ●    |
|  |                 |
|  | Raperostelium ● |
|  |                 |

|  | Tieghemostelium ●                                                |
|  |                                                                  |
|  | \| \| Hagiwaraea ● \| \| \| \| \| \| Raperostelium ● \| \| \| \| |
|  |                                                                  |
|  | Hagiwaraea ●                                                     |
|  |                                                                  |
|  | Raperostelium ●                                                  |
|  |                                                                  |

|  | Hagiwaraea ●    |
|  |                 |
|  | Raperostelium ● |
|  |                 |

|  | Rostrostelium ▲                                                                               |
|  |                                                                                               |
|  | \| \| エツキタマホコリカビ属 (Acytostelium) ▲ \| \| \| \| \| \| Heterostelium ●/★ \| \| \| \| |
|  |                                                                                               |
|  | エツキタマホコリカビ属 (Acytostelium) ▲                                                       |
|  |                                                                                               |
|  | Heterostelium ●/★                                                                             |
|  |                                                                                               |

|  | エツキタマホコリカビ属 (Acytostelium) ▲ |
|  |                                         |
|  | Heterostelium ●/★                       |
|  |                                         |

|  | Rostrostelium ▲                                                                               |
|  |                                                                                               |
|  | \| \| エツキタマホコリカビ属 (Acytostelium) ▲ \| \| \| \| \| \| Heterostelium ●/★ \| \| \| \| |
|  |                                                                                               |
|  | エツキタマホコリカビ属 (Acytostelium) ▲                                                       |
|  |                                                                                               |
|  | Heterostelium ●/★                                                                             |
|  |                                                                                               |

|  | エツキタマホコリカビ属 (Acytostelium) ▲ |
|  |                                         |
|  | Heterostelium ●/★                       |
|  |                                         |

|  | Rostrostelium ▲                                                                               |
|  |                                                                                               |
|  | \| \| エツキタマホコリカビ属 (Acytostelium) ▲ \| \| \| \| \| \| Heterostelium ●/★ \| \| \| \| |
|  |                                                                                               |
|  | エツキタマホコリカビ属 (Acytostelium) ▲                                                       |
|  |                                                                                               |
|  | Heterostelium ●/★                                                                             |
|  |                                                                                               |

|  | エツキタマホコリカビ属 (Acytostelium) ▲ |
|  |                                         |
|  | Heterostelium ●/★                       |
|  |                                         |

|  | Rostrostelium ▲                                                                               |
|  |                                                                                               |
|  | \| \| エツキタマホコリカビ属 (Acytostelium) ▲ \| \| \| \| \| \| Heterostelium ●/★ \| \| \| \| |
|  |                                                                                               |
|  | エツキタマホコリカビ属 (Acytostelium) ▲                                                       |
|  |                                                                                               |
|  | Heterostelium ●/★                                                                             |
|  |                                                                                               |

|  | エツキタマホコリカビ属 (Acytostelium) ▲ |
|  |                                         |
|  | Heterostelium ●/★                       |
|  |                                         |

|  | タマホコリカビ属 (Dictyostelium) ●       |
|  |                                          |
|  | ムラサキカビモドキ属 (Polysphondylium) ★ |
|  |                                          |

|  | Tieghemostelium ●                                                |
|  |                                                                  |
|  | \| \| Hagiwaraea ● \| \| \| \| \| \| Raperostelium ● \| \| \| \| |
|  |                                                                  |
|  | Hagiwaraea ●                                                     |
|  |                                                                  |
|  | Raperostelium ●                                                  |
|  |                                                                  |

|  | Hagiwaraea ●    |
|  |                 |
|  | Raperostelium ● |
|  |                 |

|  | Tieghemostelium ●                                                |
|  |                                                                  |
|  | \| \| Hagiwaraea ● \| \| \| \| \| \| Raperostelium ● \| \| \| \| |
|  |                                                                  |
|  | Hagiwaraea ●                                                     |
|  |                                                                  |
|  | Raperostelium ●                                                  |
|  |                                                                  |

|  | Hagiwaraea ●    |
|  |                 |
|  | Raperostelium ● |
|  |                 |

|  | タマホコリカビ属 (Dictyostelium) ●       |
|  |                                          |
|  | ムラサキカビモドキ属 (Polysphondylium) ★ |
|  |                                          |

|  | Tieghemostelium ●                                                |
|  |                                                                  |
|  | \| \| Hagiwaraea ● \| \| \| \| \| \| Raperostelium ● \| \| \| \| |
|  |                                                                  |
|  | Hagiwaraea ●                                                     |
|  |                                                                  |
|  | Raperostelium ●                                                  |
|  |                                                                  |

|  | Hagiwaraea ●    |
|  |                 |
|  | Raperostelium ● |
|  |                 |

|  | Tieghemostelium ●                                                |
|  |                                                                  |
|  | \| \| Hagiwaraea ● \| \| \| \| \| \| Raperostelium ● \| \| \| \| |
|  |                                                                  |
|  | Hagiwaraea ●                                                     |
|  |                                                                  |
|  | Raperostelium ●                                                  |
|  |                                                                  |

|  | Hagiwaraea ●    |
|  |                 |
|  | Raperostelium ● |
|  |                 |

|  | タマホコリカビ属 (Dictyostelium) ●       |
|  |                                          |
|  | ムラサキカビモドキ属 (Polysphondylium) ★ |
|  |                                          |

|  | Tieghemostelium ●                                                |
|  |                                                                  |
|  | \| \| Hagiwaraea ● \| \| \| \| \| \| Raperostelium ● \| \| \| \| |
|  |                                                                  |
|  | Hagiwaraea ●                                                     |
|  |                                                                  |
|  | Raperostelium ●                                                  |
|  |                                                                  |

|  | Hagiwaraea ●    |
|  |                 |
|  | Raperostelium ● |
|  |                 |

|  | Tieghemostelium ●                                                |
|  |                                                                  |
|  | \| \| Hagiwaraea ● \| \| \| \| \| \| Raperostelium ● \| \| \| \| |
|  |                                                                  |
|  | Hagiwaraea ●                                                     |
|  |                                                                  |
|  | Raperostelium ●                                                  |
|  |                                                                  |

|  | Hagiwaraea ●    |
|  |                 |
|  | Raperostelium ● |
|  |                 |

|  | タマホコリカビ属 (Dictyostelium) ●       |
|  |                                          |
|  | ムラサキカビモドキ属 (Polysphondylium) ★ |
|  |                                          |

|  | Tieghemostelium ●                                                |
|  |                                                                  |
|  | \| \| Hagiwaraea ● \| \| \| \| \| \| Raperostelium ● \| \| \| \| |
|  |                                                                  |
|  | Hagiwaraea ●                                                     |
|  |                                                                  |
|  | Raperostelium ●                                                  |
|  |                                                                  |

|  | Hagiwaraea ●    |
|  |                 |
|  | Raperostelium ● |
|  |                 |

|  | Tieghemostelium ●                                                |
|  |                                                                  |
|  | \| \| Hagiwaraea ● \| \| \| \| \| \| Raperostelium ● \| \| \| \| |
|  |                                                                  |
|  | Hagiwaraea ●                                                     |
|  |                                                                  |
|  | Raperostelium ●                                                  |
|  |                                                                  |

|  | Hagiwaraea ●    |
|  |                 |
|  | Raperostelium ● |
|  |                 |

|  | Rostrostelium ▲                                                                               |
|  |                                                                                               |
|  | \| \| エツキタマホコリカビ属 (Acytostelium) ▲ \| \| \| \| \| \| Heterostelium ●/★ \| \| \| \| |
|  |                                                                                               |
|  | エツキタマホコリカビ属 (Acytostelium) ▲                                                       |
|  |                                                                                               |
|  | Heterostelium ●/★                                                                             |
|  |                                                                                               |

|  | エツキタマホコリカビ属 (Acytostelium) ▲ |
|  |                                         |
|  | Heterostelium ●/★                       |
|  |                                         |

|  | Rostrostelium ▲                                                                               |
|  |                                                                                               |
|  | \| \| エツキタマホコリカビ属 (Acytostelium) ▲ \| \| \| \| \| \| Heterostelium ●/★ \| \| \| \| |
|  |                                                                                               |
|  | エツキタマホコリカビ属 (Acytostelium) ▲                                                       |
|  |                                                                                               |
|  | Heterostelium ●/★                                                                             |
|  |                                                                                               |

|  | エツキタマホコリカビ属 (Acytostelium) ▲ |
|  |                                         |
|  | Heterostelium ●/★                       |
|  |                                         |

|  | Rostrostelium ▲                                                                               |
|  |                                                                                               |
|  | \| \| エツキタマホコリカビ属 (Acytostelium) ▲ \| \| \| \| \| \| Heterostelium ●/★ \| \| \| \| |
|  |                                                                                               |
|  | エツキタマホコリカビ属 (Acytostelium) ▲                                                       |
|  |                                                                                               |
|  | Heterostelium ●/★                                                                             |
|  |                                                                                               |

|  | エツキタマホコリカビ属 (Acytostelium) ▲ |
|  |                                         |
|  | Heterostelium ●/★                       |
|  |                                         |

|  | Rostrostelium ▲                                                                               |
|  |                                                                                               |
|  | \| \| エツキタマホコリカビ属 (Acytostelium) ▲ \| \| \| \| \| \| Heterostelium ●/★ \| \| \| \| |
|  |                                                                                               |
|  | エツキタマホコリカビ属 (Acytostelium) ▲                                                       |
|  |                                                                                               |
|  | Heterostelium ●/★                                                                             |
|  |                                                                                               |

|  | エツキタマホコリカビ属 (Acytostelium) ▲ |
|  |                                         |
|  | Heterostelium ●/★                       |
|  |                                         |

|  | タマホコリカビ属 (Dictyostelium) ●       |
|  |                                          |
|  | ムラサキカビモドキ属 (Polysphondylium) ★ |
|  |                                          |

|  | Tieghemostelium ●                                                |
|  |                                                                  |
|  | \| \| Hagiwaraea ● \| \| \| \| \| \| Raperostelium ● \| \| \| \| |
|  |                                                                  |
|  | Hagiwaraea ●                                                     |
|  |                                                                  |
|  | Raperostelium ●                                                  |
|  |                                                                  |

|  | Hagiwaraea ●    |
|  |                 |
|  | Raperostelium ● |
|  |                 |

|  | Tieghemostelium ●                                                |
|  |                                                                  |
|  | \| \| Hagiwaraea ● \| \| \| \| \| \| Raperostelium ● \| \| \| \| |
|  |                                                                  |
|  | Hagiwaraea ●                                                     |
|  |                                                                  |
|  | Raperostelium ●                                                  |
|  |                                                                  |

|  | Hagiwaraea ●    |
|  |                 |
|  | Raperostelium ● |
|  |                 |

|  | タマホコリカビ属 (Dictyostelium) ●       |
|  |                                          |
|  | ムラサキカビモドキ属 (Polysphondylium) ★ |
|  |                                          |

|  | Tieghemostelium ●                                                |
|  |                                                                  |
|  | \| \| Hagiwaraea ● \| \| \| \| \| \| Raperostelium ● \| \| \| \| |
|  |                                                                  |
|  | Hagiwaraea ●                                                     |
|  |                                                                  |
|  | Raperostelium ●                                                  |
|  |                                                                  |

|  | Hagiwaraea ●    |
|  |                 |
|  | Raperostelium ● |
|  |                 |

|  | Tieghemostelium ●                                                |
|  |                                                                  |
|  | \| \| Hagiwaraea ● \| \| \| \| \| \| Raperostelium ● \| \| \| \| |
|  |                                                                  |
|  | Hagiwaraea ●                                                     |
|  |                                                                  |
|  | Raperostelium ●                                                  |
|  |                                                                  |

|  | Hagiwaraea ●    |
|  |                 |
|  | Raperostelium ● |
|  |                 |

|  | タマホコリカビ属 (Dictyostelium) ●       |
|  |                                          |
|  | ムラサキカビモドキ属 (Polysphondylium) ★ |
|  |                                          |

|  | Tieghemostelium ●                                                |
|  |                                                                  |
|  | \| \| Hagiwaraea ● \| \| \| \| \| \| Raperostelium ● \| \| \| \| |
|  |                                                                  |
|  | Hagiwaraea ●                                                     |
|  |                                                                  |
|  | Raperostelium ●                                                  |
|  |                                                                  |

|  | Hagiwaraea ●    |
|  |                 |
|  | Raperostelium ● |
|  |                 |

|  | Tieghemostelium ●                                                |
|  |                                                                  |
|  | \| \| Hagiwaraea ● \| \| \| \| \| \| Raperostelium ● \| \| \| \| |
|  |                                                                  |
|  | Hagiwaraea ●                                                     |
|  |                                                                  |
|  | Raperostelium ●                                                  |
|  |                                                                  |

|  | Hagiwaraea ●    |
|  |                 |
|  | Raperostelium ● |
|  |                 |

|  | タマホコリカビ属 (Dictyostelium) ●       |
|  |                                          |
|  | ムラサキカビモドキ属 (Polysphondylium) ★ |
|  |                                          |

|  | Tieghemostelium ●                                                |
|  |                                                                  |
|  | \| \| Hagiwaraea ● \| \| \| \| \| \| Raperostelium ● \| \| \| \| |
|  |                                                                  |
|  | Hagiwaraea ●                                                     |
|  |                                                                  |
|  | Raperostelium ●                                                  |
|  |                                                                  |

|  | Hagiwaraea ●    |
|  |                 |
|  | Raperostelium ● |
|  |                 |

|  | Tieghemostelium ●                                                |
|  |                                                                  |
|  | \| \| Hagiwaraea ● \| \| \| \| \| \| Raperostelium ● \| \| \| \| |
|  |                                                                  |
|  | Hagiwaraea ●                                                     |
|  |                                                                  |
|  | Raperostelium ●                                                  |
|  |                                                                  |

|  | Hagiwaraea ●    |
|  |                 |
|  | Raperostelium ● |
|  |                 |

|  | Rostrostelium ▲                                                                               |
|  |                                                                                               |
|  | \| \| エツキタマホコリカビ属 (Acytostelium) ▲ \| \| \| \| \| \| Heterostelium ●/★ \| \| \| \| |
|  |                                                                                               |
|  | エツキタマホコリカビ属 (Acytostelium) ▲                                                       |
|  |                                                                                               |
|  | Heterostelium ●/★                                                                             |
|  |                                                                                               |

|  | エツキタマホコリカビ属 (Acytostelium) ▲ |
|  |                                         |
|  | Heterostelium ●/★                       |
|  |                                         |

|  | Rostrostelium ▲                                                                               |
|  |                                                                                               |
|  | \| \| エツキタマホコリカビ属 (Acytostelium) ▲ \| \| \| \| \| \| Heterostelium ●/★ \| \| \| \| |
|  |                                                                                               |
|  | エツキタマホコリカビ属 (Acytostelium) ▲                                                       |
|  |                                                                                               |
|  | Heterostelium ●/★                                                                             |
|  |                                                                                               |

|  | エツキタマホコリカビ属 (Acytostelium) ▲ |
|  |                                         |
|  | Heterostelium ●/★                       |
|  |                                         |

|  | Rostrostelium ▲                                                                               |
|  |                                                                                               |
|  | \| \| エツキタマホコリカビ属 (Acytostelium) ▲ \| \| \| \| \| \| Heterostelium ●/★ \| \| \| \| |
|  |                                                                                               |
|  | エツキタマホコリカビ属 (Acytostelium) ▲                                                       |
|  |                                                                                               |
|  | Heterostelium ●/★                                                                             |
|  |                                                                                               |

|  | エツキタマホコリカビ属 (Acytostelium) ▲ |
|  |                                         |
|  | Heterostelium ●/★                       |
|  |                                         |

|  | Rostrostelium ▲                                                                               |
|  |                                                                                               |
|  | \| \| エツキタマホコリカビ属 (Acytostelium) ▲ \| \| \| \| \| \| Heterostelium ●/★ \| \| \| \| |
|  |                                                                                               |
|  | エツキタマホコリカビ属 (Acytostelium) ▲                                                       |
|  |                                                                                               |
|  | Heterostelium ●/★                                                                             |
|  |                                                                                               |

|  | エツキタマホコリカビ属 (Acytostelium) ▲ |
|  |                                         |
|  | Heterostelium ●/★                       |
|  |                                         |

|  | タマホコリカビ属 (Dictyostelium) ●       |
|  |                                          |
|  | ムラサキカビモドキ属 (Polysphondylium) ★ |
|  |                                          |

|  | Tieghemostelium ●                                                |
|  |                                                                  |
|  | \| \| Hagiwaraea ● \| \| \| \| \| \| Raperostelium ● \| \| \| \| |
|  |                                                                  |
|  | Hagiwaraea ●                                                     |
|  |                                                                  |
|  | Raperostelium ●                                                  |
|  |                                                                  |

|  | Hagiwaraea ●    |
|  |                 |
|  | Raperostelium ● |
|  |                 |

|  | Tieghemostelium ●                                                |
|  |                                                                  |
|  | \| \| Hagiwaraea ● \| \| \| \| \| \| Raperostelium ● \| \| \| \| |
|  |                                                                  |
|  | Hagiwaraea ●                                                     |
|  |                                                                  |
|  | Raperostelium ●                                                  |
|  |                                                                  |

|  | Hagiwaraea ●    |
|  |                 |
|  | Raperostelium ● |
|  |                 |

|  | タマホコリカビ属 (Dictyostelium) ●       |
|  |                                          |
|  | ムラサキカビモドキ属 (Polysphondylium) ★ |
|  |                                          |

|  | Tieghemostelium ●                                                |
|  |                                                                  |
|  | \| \| Hagiwaraea ● \| \| \| \| \| \| Raperostelium ● \| \| \| \| |
|  |                                                                  |
|  | Hagiwaraea ●                                                     |
|  |                                                                  |
|  | Raperostelium ●                                                  |
|  |                                                                  |

|  | Hagiwaraea ●    |
|  |                 |
|  | Raperostelium ● |
|  |                 |

|  | Tieghemostelium ●                                                |
|  |                                                                  |
|  | \| \| Hagiwaraea ● \| \| \| \| \| \| Raperostelium ● \| \| \| \| |
|  |                                                                  |
|  | Hagiwaraea ●                                                     |
|  |                                                                  |
|  | Raperostelium ●                                                  |
|  |                                                                  |

|  | Hagiwaraea ●    |
|  |                 |
|  | Raperostelium ● |
|  |                 |

|  | タマホコリカビ属 (Dictyostelium) ●       |
|  |                                          |
|  | ムラサキカビモドキ属 (Polysphondylium) ★ |
|  |                                          |

|  | Tieghemostelium ●                                                |
|  |                                                                  |
|  | \| \| Hagiwaraea ● \| \| \| \| \| \| Raperostelium ● \| \| \| \| |
|  |                                                                  |
|  | Hagiwaraea ●                                                     |
|  |                                                                  |
|  | Raperostelium ●                                                  |
|  |                                                                  |

|  | Hagiwaraea ●    |
|  |                 |
|  | Raperostelium ● |
|  |                 |

|  | Tieghemostelium ●                                                |
|  |                                                                  |
|  | \| \| Hagiwaraea ● \| \| \| \| \| \| Raperostelium ● \| \| \| \| |
|  |                                                                  |
|  | Hagiwaraea ●                                                     |
|  |                                                                  |
|  | Raperostelium ●                                                  |
|  |                                                                  |

|  | Hagiwaraea ●    |
|  |                 |
|  | Raperostelium ● |
|  |                 |

|  | タマホコリカビ属 (Dictyostelium) ●       |
|  |                                          |
|  | ムラサキカビモドキ属 (Polysphondylium) ★ |
|  |                                          |

|  | Tieghemostelium ●                                                |
|  |                                                                  |
|  | \| \| Hagiwaraea ● \| \| \| \| \| \| Raperostelium ● \| \| \| \| |
|  |                                                                  |
|  | Hagiwaraea ●                                                     |
|  |                                                                  |
|  | Raperostelium ●                                                  |
|  |                                                                  |

|  | Hagiwaraea ●    |
|  |                 |
|  | Raperostelium ● |
|  |                 |

|  | Tieghemostelium ●                                                |
|  |                                                                  |
|  | \| \| Hagiwaraea ● \| \| \| \| \| \| Raperostelium ● \| \| \| \| |
|  |                                                                  |
|  | Hagiwaraea ●                                                     |
|  |                                                                  |
|  | Raperostelium ●                                                  |
|  |                                                                  |

|  | Hagiwaraea ●    |
|  |                 |
|  | Raperostelium ● |
|  |                 |

タマホコリカビ類の分類では、細胞の集合様式（ストリームの有無や程度）、移動体の有無、子実体の生え方（単生、群生）、子実体の柄の組成（細胞性、非細胞性）、柄の分枝、柄の基部の構造、柄の先端の形態、胞子の形態や顆粒の特徴、アクラシンの種類などが用いられる。タマホコリカビ類の分類学的研究は、James C. Cavender や Steven L. Stephenson、John C. Landolt によって進められ、また萩原博光はおもにアジアのタマホコリカビ類を整理した。2012年には、160種ほどが知られるようになり、これらは1目（タマホコリカビ目）、2科（エツキタマホコリカビ科、タマホコリカビ科）、3属（エツキタマホコリカビ属、タマホコリカビ属、ムラサキカビモドキ属）に分類されていた。しかし上記のように、このような分類体系は分子系統学的研究から示されるタマホコリカビ類の系統関係とは一致しない。そのため、2018年にタマホコリカビ類の分類体系は再編成され、2目4科12属に整理された（下表2）。
2020年現在では、タマホコリカビ類には200種ほどが知られている。また環境DNAを用いた研究からは、タマホコリカビ類の中には未だ未知の種が多く存在することが示されている。さらにタマホコリカビ類の中には、形態的には区別できないが生殖的には隔離された隠蔽種が多数存在することが示唆されている。
表2. タマホコリカビ類の属までの分類体系の一例: 目と科の学名は国際藻類・菌類・植物命名規約におけるものを主とし、[ ]内に国際動物命名規約におけるものを示しているが、綱の学名はその逆。また種数等は Sheikh et al. (2018) に記されたものを記している。
- アメーボゾア門　Amoebozoa Cavalier-Smith, 1998
  - コノーサ亜門　Conosa Cavalier-Smith, 1998 (≒ Evosea[34])
    - 動菌下門　Mycetozoa Cavalier-Smith, 1998 (真正動菌　Eumycetozoa)
      - タマホコリカビ綱　Dictyostelea Cavalier-Smith, 1993 [Dictyosteliomycetes Doweld, 2001]
        - エツキタマホコリカビ目　Acytosteliales S.Baldauf, S.Sheikh & Thulin, 2018
          - Cavenderiaceae S.Baldauf, S.Sheikh & Thulin, 2018
            - Cavenderia S.Baldauf, S.Sheikh & Thulin, 2018
子実体の柄は細胞性、無分枝または不規則に分枝、ふつう高さ 0.2-7 mm。子実体は単生または束生。胞子は 3-8 × 1.5-4 µm、顆粒あり。ストリームあり。移動体はときに有柄。ミクロシストあり。マクロシスト形成が知られる。アクラシンは不明。キムレタマホコリカビ (C. aureostipes)、ムレタマホコリカビ (C. delicata)、コミタマホコリカビ (C. microspora) など20種が知られる。分子系統学的研究から group 1 とよばれていた系統群に相当する。属名は、タマホコリカビ類の分類学に貢献したアメリカ合衆国の菌学者 James C. Cavender への献名。

          - エツキタマホコリカビ科 (アキトステリウム科)　Acytosteliaceae Raper ex Raper & Quinlan, 1958 [Actyosteliidae]
            - エツキタマホコリカビ属 (アキトステリウム属)　Acytostelium Raper, 1956
子実体の柄は非細胞性、ふつう無分枝、細く脆弱で高さ 0.2–3 mm。単生またはゆるく束生。胞子は球形から不定形、直径 4.0-8.5 µm。ストリームや移動体はまれ。アクラシンは不明。A. leptosomum など計15種が知られる。分子系統学的研究から group 2A とよばれていた系統群に相当する。属名の「a-cyto-stelium」は非細胞性の柄を意味している[43]。
            - Rostrostelium S.Baldauf, S.Sheikh & Thulin, 2018
子実体の柄は非細胞性、無分枝、細く脆弱で高さ 0.2–1 mm。単生またはゆるく束生。胞子は楕円形、5-6 x 2.5–3 µm。ストリームあり。移動体は有柄。アクラシンは不明。R. ellipticum 1種のみが知られる。属名の「rostro」は、子実体形成時の偽変形体が特徴的なくちばし状 (rostrate) の突起をもつことに由来する。
            - Heterostelium S.Baldauf, S.Sheikh & Thulin, 2018
子実体の柄は細胞性、無分枝から規則正しく輪生するものまであり、高さ 0.2–15 mm (多くは 10 mm 以下)。単生または束生。胞子の特徴は多様、3.5–8 x 2–4 µm。ときにストリームあり。移動体をもつ場合は有柄。アクラシンはグロリン。かつてタマホコリカビ属に分類されていた一部の種と共に、ムラサキカビモドキ属に分類されていた種の多くを含む。クビナガカビモドキ (H. candidum)、シロカビモドキ (H. pallidum)、リュウキュウカビモドキ (H. pseudocandidum)、ヤエカビモドキ (H. tenuissimum) など計36種を含む。分子系統学的研究から group 2B とよばれていた系統群に相当する。属名の「hetero」は、属内で子実体の形態に大きな多様性があることに由来する。

        - タマホコリカビ目　Dictyosteliales L.S. Olive ex P.M. Kirk, P.F. Cannon & J.C. David, 2001 [Dictyosteliida]
          - タマホコリカビ科　Dictyosteliaceae Rostafinski, 1873 [Dictyosteliidae]
            - タマホコリカビ属　Dictyostelium Brefeld, 1870
子実体の柄は細胞性、ふつう無分枝だがまれに不規則に分枝、高さはふつう 3–7 mmほどであるが、40 mm に達するものもいる。基部はふつう盤状。子実体はふつう単生。胞子は 4-9 × 2-5 µm、ふつう顆粒なし。ストリームあり。移動体はときに有柄。ミクロシストは未知。マクロシスト形成が知られる。アクラシンはcAMP。キイロタマホコリカビ (D. discoideum)、タマホコリカビ (D. mucoroides)、コブシタマホコリカビ (D. brefeldianum)、ヒトリタマホコリカビ (D. clavatum)、コフトエタマホコリカビ (D. crassicaule)、シロタマホコリカビ (D. firmibasis)、セイタカタマホコリカビ (D. giganteum)、モツレタマホコリカビ (D. implicatum)、オオタマホコリカビ (D. macrocephalum)、ヒョロタマホコリカビ (D. pseudobrefeldianum)、ムラサキタマホコリカビ (D. purpureum)、ツユタマホコリカビ (D. rosarium)、フトエタマホコリカビ (D. septentrionale) など34種は系統的に本属に属することが知られているが、分子データが得られていない10種ほどもタマホコリカビ属に残されている。分子系統学的研究から group 4 とよばれていた系統群に相当する。属名の「dictyo-stelium」(網状の柱) は、多数の細胞からなる柄をもつことに由来する。
            - ムラサキカビモドキ属　Polysphondylium Brefeld, 1884
子実体の柄は細胞性、輪生枝をもち、高さ1–20 mm。子実体は単生または束生、紫色を帯びる。胞子は 5-13 × 2.5-5 µm、極に顆粒あり。ストリームあり。移動体は有柄。ミクロシストは未知。マクロシスト形成が知られる。アクラシンはグロリン。ムラサキカビモドキ (P. violaceum) など計4種が知られる。分子系統学的研究から "violaceum" とよばれていた系統群に相当する。

          - Raperosteliaceae S.Baldauf, S.Sheikh & Thulin, 2018
            - Speleostelium S.Baldauf, S.Sheikh & Thulin, 2018
子実体の柄は細胞性、高さ 3–7 mm。子実体はふつう束生。胞子は 3 × 8 µm、顆粒あり。ストリームや移動体なし。ミクロシストやマクロシストは未知。アクラシンはグロリン。S. caveatum 1種のみが知られる。S. caveatum は他のタマホコリカビ類の子実体形成を阻害し、そのアメーバ細胞を捕食する。属名の「speleo」は本種の生育環境である洞窟を意味する。
            - Tieghemostelium S.Baldauf, S.Sheikh & Thulin, 2018
子実体の柄は細胞性 (先端に非細胞性の突起をもつことがある)、無分枝または不規則に疎に分枝、高さ 0.3–2.5 mm。子実体は単生または束生。胞子の形態は多様であり、大きさは 3.5-11 × 2-5 µm。ストリームなし。ときに移動体あり。ミクロシストあり。一部でマクロシストが知られる。T. lacteum ではアクラシンはプテリン。T. angelicum、T. simplex など計7種が知られる。分子系統学的研究から group 3A とよばれていた系統群に相当する。属名は、初めて細胞性粘菌の特徴を認識したフランスの植物学者 Philippe Édouard Léon Van Tieghemへの献名。
            - Hagiwaraea S.Baldauf, S.Sheikh & Thulin, 2018
子実体の柄は細胞性、ふつう無分枝だがまれに不規則に分枝、高さ 0.3–7 mm。子実体基部は放射状に広がった指状。単生または束生。胞子は 5–12 x 2–5 µm、ふつう極に顆粒あり。ストリームあり。移動体は柄をもつ。ミクロシストあり。マクロシストは未知。アクラシンは未知。カギヅメタマホコリカビ（H. rhizopodium）など5種が知られる。分子系統学的研究から group 3B とよばれていた系統群に相当する。属名は、アジアにおける粘菌類の分類学に貢献した萩原博光への献名。
            - Raperostelium S.Baldauf, S.Sheikh & Thulin, 2018
子実体の柄は細胞性、無分枝または不規則に分枝、高さ 0.5–7 mm。単生または束生。胞子は 4–10 x 2–5 µm。ストリームは貧弱またはなし。ときに移動体あり。ミクロシストあり。一部でマクロシストが知られる。コタマホコリカビ (R. minutum) ではアクラシンは葉酸。コタマホコリカビ、イレコタマホコリカビ (R. monochasioides) など計12種が知られる。分子系統学的研究から group 3C とよばれていた系統群に相当する。属名は、タマホコリカビ類の分類学や細胞学に貢献したアメリカ合衆国の菌学者 Kenneth B. Raper への献名。

          - 科所属不明 incertae sedis
            - Coremiostelium S.Baldauf, S.Sheikh, Thulin & Spiegel, 2018
子実体の柄は細胞性、先端が房状に分枝し (複数の子実体が先端部を除いて癒合)、高さ 0.5 mm 程度。胞子は 7 x 3 µm、顆粒あり。ストリ−ムあり。移動体は柄なし。ミクロシストを形成する。アクラシンは不明。カンザシタマホコリカビ（C. polycephalum）1種のみが知られる。分子系統学的研究から "polycephalum" とよばれていた系統群に相当する。属名の「coremio」は、房状の子実体の形に由来する。

        - 目所属不明 incertae sedis
          - Synstelium S.Baldauf, S.Sheikh & Thulin, 2018[注 7]
子実体の柄は細胞性、無分枝、高さ 3–7 mm。束生して基部で互いに接着している。胞子は 8 x 3 µm、顆粒は散在。ストリームあり。移動体なし。ミクロシストやマクロシストは未知。アクラシンは不明。ただ1種 S. polycarpum が知られる。分子系統学的研究から "polycarpum" とよばれていた系統群に相当する。属名の「syn」は、子実体の基部が互いに接着していることに由来する。